# Ferrugem (chanteur)
Pour les articles homonymes, voir Ferrugem.
Ferrugem, de son nom civil Jheison Failde de Souza (né le 20 octobre 1988 à Rio de Janeiro), est un chanteur et compositeur brésilien. Après s'être fait connaître à la radio avec la chanson Climatizar, Ferrugem signe avec le label Warner Music Brasil et publie son premier album Climatizar en 2015. Son deuxième album Seja o Que Deus Quiser sort en 2017. Cependant, Ferrugem n'acquiert une visibilité nationale qu'après la sortie de son premier DVD Prazer, eu sou Ferrugem, sorti en 2018. L'album lui vaut une nomination aux Latin Grammy dans la catégorie du « meilleur disque de samba et pagode ». En 2019, il sort son deuxième DVD Chão de Estrelas.

## Biographie
Fils de choriste, il s'intéresse à la musique dès l'enfance en fréquentant les cercles de samba de sa ville. À l'âge de 13 ans, il achète un tantã et commence à jouer et à composer ses propres chansons, les diffusant sur Internet, ce qui lui permet de nouer des contacts importants pour démarrer sa carrière artistique. Il gagne de nombreux admirateurs lorsqu'il présente la chanson Mar Felicidade à Porto Alegre. En 2011, il a l'occasion de se produire à São Paulo, en créant la Roda De Samba do Vila Duca, à Vila Olímpia. Il y interprète la chanson Meu Bem, qui devient un tube sur les stations de radio de São Paulo.
En 2014, il commence à faire gérer sa carrière par Gold Produções, puis signe un contrat avec le label Warner Music. En septembre, il sort son premier single Climatizar Le 9 février 2015, il sort son premier album intitulé Climatizar, auquel participent les chanteuses Anitta et Alcione. L'album contient les singles Climatizar, Tentei Ser Incrível, Saudade Não é Solidão, Ensaboado et Paciência. Cette dernière figure sur la bande-son du feuilleton Rock Story. Le 10 février 2017, il sort son deuxième album intitulé Seja o Que Deus Quiser,. avec les singles Eu Sou Feliz Assim, O Som do Tambor, Minha Namorada et Ru Juro.
Le 16 mars 2018, il sort son troisième album et son premier DVD intitulé Prazer, Eu Sou Ferrugem, avec Péricles, Marcos e Belutti, Nego do Borel, Thiaguinho, Suel, Bruno Cardoso et Ludmilla. Les singles de l'album sont Pirata e Tesouro, Pra Você Acreditar, É Natural et Sinto Sua Falta. Le 6 avril 2019, il enregistre son deuxième DVD à Rio de Janeiro, intitulé Chão de Estrelas, avec la participation de Zé Neto e Cristiano, Léo Santana, Ivete Sangalo, Belo, Lucas Lucco, Reinaldo et Tiee,. L'album sort le 19 juillet et contient les singles Chopp Garotinho, Nesse Embalo et Até Que Enfim,,,.

## Discographie

### Albums studio
- 2015 : Climatizar
- 2017 : Seja o Que Deus Quiser

### Albums live
- 2018 : Prazer, eu sou Ferrugem
- 2019 : Chão de Estrelas